# یورت‌بک‌لر (پوسوف)
یورت‌بک‌لر (به ترکی استانبولی: Yurtbekler) یک منطقهٔ مسکونی در ترکیه است که در پوسوف واقع شده‌است.